# 小杜鹃
小杜鹃（学名：Cuculus poliocephalus）为杜鹃科杜鹃属的鸟类，俗名点灯捉虼蚤、小郭公。分布于东抵日本、西经喜马拉雅山脉及印度至阿富汗、非洲、南经缅甸、中南半岛、斯里兰卡至马来群岛以及中国大陆的东北及沿海各地至西藏这范围以南、华南内陆部分地区、海南等地，一般栖息于开阔的多树木地方以及多隐匿于茂密的叶簇中。该物种的模式产地在印度。

## 亚种
- 小杜鹃指名亚种（学名：Cuculus poliocephalus poliocephalus）。分布于繁殖于日本、喜马拉雅山脉附近国家至阿富汗、越冬于亚洲、台湾以及中国大陆的东北、河北、山东、山西、河南、陕西、甘肃、湖北、四川、云南、广西、贵州、长江中下游、浙江、福建、广东、海南等地。该物种的模式产地在印度。[3]